# آندژی پانوفنیک
آندژی پانوفنیک (لهستانی: Andrzej Panufnik؛ ‏ ۲۴ سپتامبر ۱۹۱۴ – ۲۷ اکتبر ۱۹۹۱) یک موسیقی‌دان، رهبر ارکستر و آهنگساز برجستهٔ اهل لهستان و انگلستان بود.
او دانش‌آموختهٔ دانشگاه موسیقی شوپن و بعدها در وین از شاگردان فلیکس واینگارتنر شد.
آندژی پانوفنیک در سال ۱۹۶۱ میلادی به تابعیت کشور انگلستان درآمد و در ۱۹۹۱ میلادی از ملکه الیزابت دوم لقب شوالیه دریافت داشت. همچنین پس از مرگ، به وی نشان افتخار تولد لهستان اهدا شد.
از فیلم‌ها یا مجموعه‌های تلویزیونی که وی در آن‌ها نقش داشته‌است می‌توان به پس‌تصویر اشاره نمود.